# Bermudezina
Bermudezina es un género de foraminífero bentónico de la subfamilia Barbourinellinae, de la familia Verneuilinidae, de la superfamilia Verneuilinoidea, del suborden Verneuilinina y del orden Lituolida. Su especie tipo es Heterostomella? cubensis. Su rango cronoestratigráfico abarca desde el Eoceno superior hasta la Mioceno.

## Discusión
Clasificaciones previas incluían Bermudezina en el suborden Textulariina del orden Textulariida, o en el orden Lituolida sin diferenciar el suborden Verneuilinina.

## Clasificación
Bermudezina incluye a las siguientes especies:
- Bermudezina aminaensis †
- Bermudezina bramlettei †
- Bermudezina cubensis †
- Bermudezina dominicana †
- Bermudezina elegans †
- Bermudezina extans †
- Bermudezina maoensis †
- Bermudezina uvigerinaeformis †